# تیلو (ترکیه)
تیلو (به ترکی استانبولی: Tillo) یک منطقهٔ مسکونی در ترکیه است که در استان سعرد واقع شده‌است.